# Kylchap

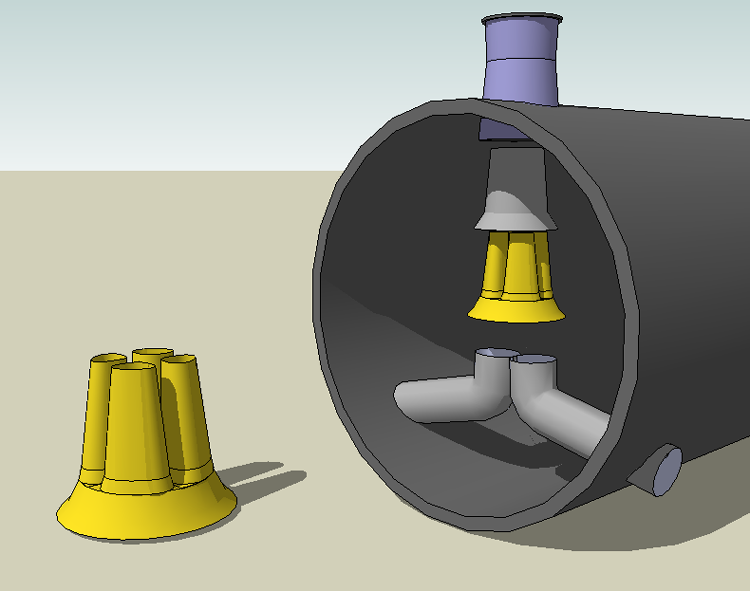
Tuyère Kylälä et sa place dans le système Kylchap.

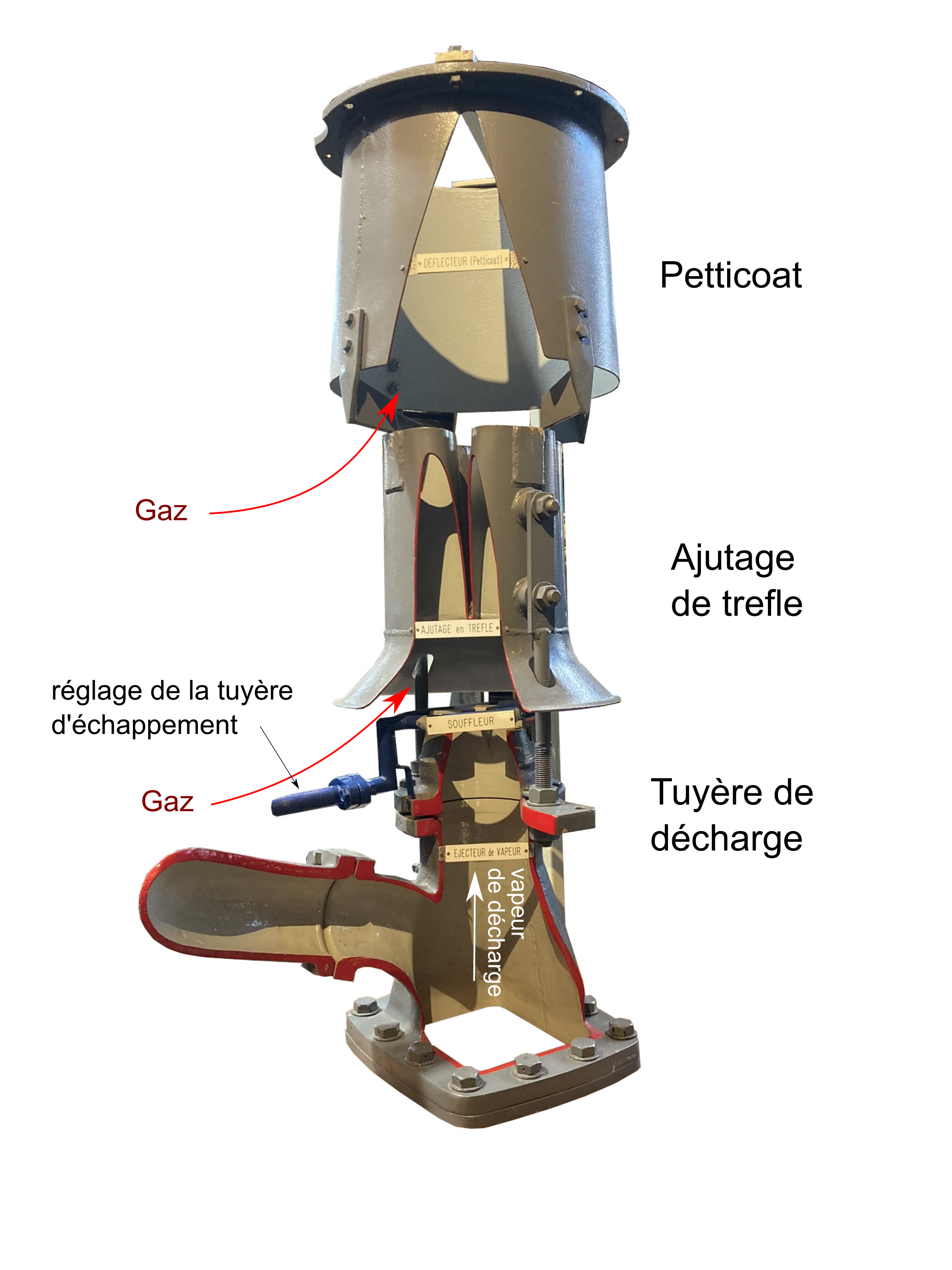
Échappement Kylchap découpée exposée à la Cité du Train de Mulhouse.

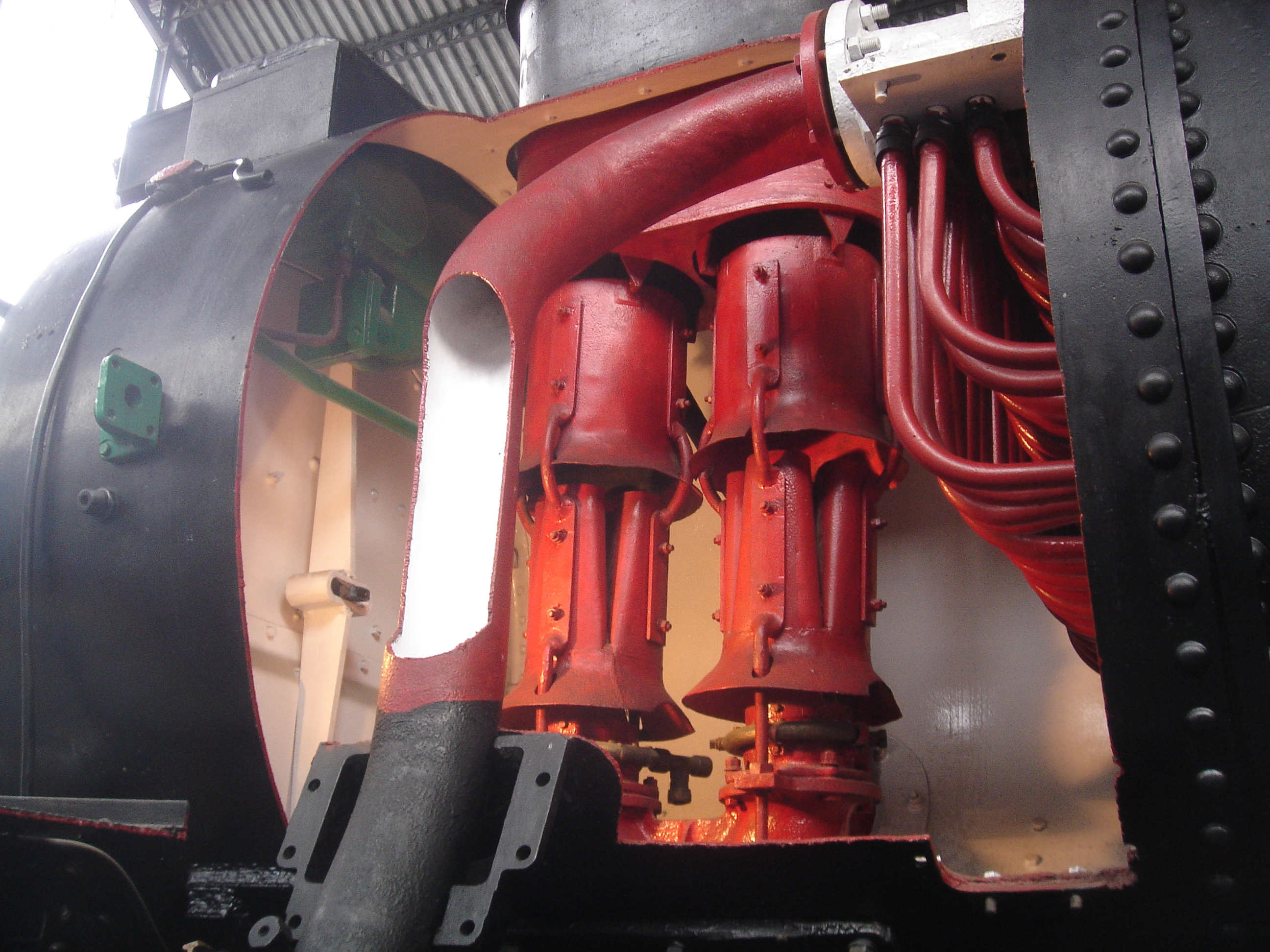
Boîte à fumée découpée avec un double échappement Kylchap de la Renfe 141F 2416 au musée ferroviaire Delicias, Madrid.

Kylchap est le nom donné à un échappement particulier de locomotive à vapeur, issu des noms de ses inventeurs : l'ingénieur finlandais Kyösti Kylälä (en) et l'ingénieur français André Chapelon.

## Technique
La vapeur déchargée des cylindres passe par une buse placée au fond de la chambre de fumée. Au-dessus de cette buse se trouve une buse Kylälä de forme spéciale, qui dirige le jet de vapeur vers quatre buses convergentes, dont la section rappelle un trèfle à quatre feuilles. Au-dessus, comme il est d'usage sur les locomotives américaines, est disposé un autre anneau, le peticoat, que Chapelon a fait breveter. Cet enchaînement de buses convergentes favorisait la circulation du mélange vapeur/gaz de combustion dans la boîte à fumée et la répartition uniforme de la dépression sur l'ensemble du faisceau tubulaire, ce qui favorisait une combustion plus forte et homogène.
Grâce à un dispositif d'aspiration à plusieurs niveaux, l'efficacité du Kylchap était supérieure à celle des systèmes existants. Un double-échappement Kylchap correctement conçu et dimensionné du point de vue de la technique des fluides a permis d'augmenter considérablement les performances de la chaudière et de réaliser des économies d'eau et de charbon considérables. De faibles variations de pression et un tirage par aspiration régulier assuraient un déroulement continu de la combustion. La plus grande détente dans le cylindre à vapeur due à la contre-pression plus faible d'échappement entraînait une augmentation de la puissance du cylindre pouvant atteindre 150 CV par cylindre.

## Histoire
En 1919, l'ingénieur finlandais Kylälä a mis au point sa tuyère à jets multiples, conçue à l'origine uniquement pour réduire les étincelles et obtenir une aspiration plus régulière. L'ingénieur français Chapelon a combiné l'invention de Kylälä avec le petitcoat utilisé sur les locomotives américaines. Cette combinaison porte le nom formé par les syllabes initiales de Kylälä et Chapelon.
Chapelon a travaillé à partir de 1925 dans le département de recherche et développement de la Compagnie du chemin de fer de Paris à Orléans (P.O.). C'est là qu'il réussit à augmenter considérablement la puissance des locomotives à vapeur en les transformant. Il y parvint tout d'abord en 1929 avec la locomotive 3566 de la série Pacific 3500. Les excellentes performances de ce prototype incitèrent la Compagnie des chemins de fer du Nord (NORD) à acquérir 22 Pacifics ainsi modifiées et à faire reconstruire 25 autres locomotives du même type. Le système Kylchap a été utilisé sur de nombreuses locomotives européennes pour trains rapides, notamment en France, en Angleterre, en Tchéquie et en Belgique.